# Toxic
"Toxic"은 미국의 팝 아티스트 브리트니 스피어스의 네 번째 앨범인 In the Zone 두 번째 싱글이다. 이 싱글은 자이브 레코드 레이블에 의해 2004년 1월 12일 발매되었다. 이 노래는 블러드샤이 & 아방트에 의해 만들어진 노래로 본래 카일리 미노그의 노래였지만 노래를 거부해 브리트니 스피어스의 노래가 되었다. "Toxic"은 브리트니 특유의 속삭이는 보컬과 일렉트로팝, 방그라에 영향을 받은 댄스 팝 노래이다. 가사의 내용은 사랑에 중독된다는 내용이다. 비평가들에게 그 해 최고의 노래라며 극찬을 받기도 한다.
"Toxic"은 세계적으로 성공을 거두었는데 오스트레일리아, 캐나다, 헝가리, 노르웨이, 아일랜드, 영국 등지에서 1위를 했었다. 또한 미국에서는, 빌보드 핫 100 차트에 4년 만에 10위권 안에 드는 기록을 세웠다. 뮤직비디오에서 브리트니 스피어스는 스파이로 표현되며, 뮤직비디오 중간에 그녀의 몸에 다이아몬드가 달린 의상이 등장하기도 한다. 자넷 잭슨의 슈퍼볼 사건 이후, "Toxic"의 뮤직비디오는 너무 선정적으로 묘사돼 심야시간 때에만 방송되는 걸 허가했었다.
프로모션 활동으로는 NRJ 뮤직 어워드에서 공연을 했고, 그녀의 콘서트 투어 세트 리스트에 포함되기도 하는데, 더 오닉스 호텔 투어(2004), 더 서커스 스타링 브리트니 스피어스(2009)에 포함된다. "Toxic"은 비평가들 사이에서 최고의 노래로 인정받으며 2005 그래미 어워드에서 최우수 댄스 레코딩 수상을 한다. "Toxic"은 지금까지도 브리트니 스피어스의 노래 중 최고의 노래로 인정받고 있다.

## 차트 실적
"Toxic"은 빌보드 핫 100에 2004년 1월 31일 일자에 53위로 데뷔했고, 이는 그 주에 최고 데뷔였다. 2004년 3월 27일 마침내 9위 최고 순위에 도달했고, 2000년 브리트니의 노래인 "Oops!... I Did It Again" 이후 4년만에 탑 10위권 진입을 성공했다. "Toxic"은 또한 팝 송 차트와 핫 댄스 클럽 송 차트에서도 10위권 진입에 성공했다. 2004년 10월 25일, 미국에서 약 50만장을 팔아 미국 음반 산업 협회에 의해 골드 인증을 받았다. 2010년 8월 현재 "Toxic"은 1,429,000만건의 디지털 판매와 12,000장의 CD 싱글을 판매했다. "Toxic"은 캐나다 싱글 차트에서 1위를 차지했다. 2004년 3월 15일 호주 싱글 차트에 정상을 차지하고 이후로 2주 동안이나 정상에 머물렀다. 호주에서 싱글 CD는 3만 5천 장 이상을 팔아 골드 인증을 받기도 한다.
뉴질랜드에서 이 노래는 2004년 2월 16일 일자에 38위로 데뷔했고, 2004년 3월 29일 2위에 만족해야 했다. 2004년 3월 13일에 영국 싱글 차트에서 1위로 데뷔하기도 한다. 2004년 4월, 20만 장 이상을 팔아 영국에서 실버 인증을 받는다. "Toxic"은 또한 대부분의 국가에서 10위권 진입을 했으며, 오스트리아에서 최고 5위를 했고 체코, 덴마크, 독일, 스위스, 프랑스, 이탈리아, 스웨덴, 벨기에 등지에서 인기를 얻었다. 특히 노르웨이와 헝가리, 아일랜드에서는 1위를 했었다.

## 트랙 리스트
- CD 싱글

1. "Toxic" — 3:21
2. "Toxic (Album Mix Instrumental)" — 3:19

- 12" 싱글

1. "Toxic" — 3:21
2. "Toxic (Album Mix Instrumental)" — 3:19
3. "Toxic (Bloodshy & Avant's Remix)" — 5:35
4. "Toxic (Armand Van Helden Remix - Edit)" — 6:25

## 차트 인증및 행렬

### 차트
| 차트 (2004)                  | 최고 순위 |
| ---------------------------- | --------- |
| 오스트레일리아 싱글 차트     | 1         |
| 오스트리아 싱글 차트         | 5         |
| 벨기에 싱글 차트(Flanders)   | 6         |
| 캐나디안 싱글 차트           | 1         |
| 체코 에어플레이 차트         | 4         |
| 덴마크 싱글 차트             | 4         |
| 네덜란드 탑 40               | 4         |
| 핀란드 싱글 차트             | 8         |
| 프랑스 싱글 차트             | 3         |
| 독일 싱글 차트               | 4         |
| 헝가리안 싱글 차트           | 1         |
| 아일랜드 싱글 차트           | 1         |
| 이탈리안 FIMI 싱글 차트      | 4         |
| 노르웨이 싱글 차트           | 2         |
| 노르웨이 싱글 차트           | 1         |
| 스웨덴 싱글 차트             | 2         |
| 스위스 싱글 차트             | 4         |
| 영국 싱글 차트               | 1         |
| 미국 빌보드 핫 100           | 9         |
| 미국 빌보드 탑 40 메인스트림 | 1         |